# Тулкинбеков, Азизбек
Азизбек Тулкинбеков (узб. Азизбек Тўлқинбеков; род. 10 февраля 2007 года в Ташкенте, Узбекистан) — узбекский футболист, защитник клуба «Бунёдкор».

## Клубная карьера
Азизбек — воспитанник «Бунёдкора». Его первым тренером был Евгений Казаков. 7 ноября 2022 года он дебютировал за родной клуб в матче чемпионата Узбекистана против «Коканд 1912». Выход на поле в возрасте 15 лет, 8 месяцев и 28 дней сделал его самым молодым игроком в истории узбекского первенства. Это была единственная игра защитника в его первом сезоне на взрослом уровне. В 2023 году он также принял участие в 1 встрече Суперлиги Узбекистана. В сезоне-2024 Азизбек стал постоянным членом первой команды «Бунёдкора», отыграв 17 матчей в высшем узбекском дивизионе, а также 4 игры в рамках Кубка Узбекистана, где защитник забил первый гол во взрослой карьере — в ворота клуба «Джайхун».

## Карьера в сборной
В составе юношеской сборной Узбекистана (до 17 лет) Азизбек провёл 17 встреч. Он принимал участие на юношеском Кубке Азии 2023 и юношеском чемпионате мира 2023, где его выступления были оценены как успешные. С 2024 года он представляет молодёжные сборные своей страны, отыграв в общей сложности 16 игр и отметившись в них 2 забитыми мячами (оба были забиты в ворота молодёжной сборной Камбоджи).